# Françoise Giroud
Françoise Giroud, cuyo nombre real era Lea France Gourdji (Lausana, Suiza, 21 de septiembre de 1916 - Neuilly-sur-Seine, Francia, 19 de enero de 2003) fue una periodista, guionista, escritora y ministra del gobierno francés. También fue vicepresidenta del Partido Radical y Radical Socialista y de la Unión por la Democracia Francesa. Adopta el apellido Giroud por un decreto de 12 de julio de 1964. 

## Biografía
Su padre, Salih Gourdji, originario de Turquía y su madre Elda Farragi. No era graduada universitaria. Se casó y tuvo dos hijos, un varón y una mujer.
Muy activa, fue agente de unión de la Resistencia francesa durante la Segunda Guerra Mundial. Fue detenida por la Gestapo y encarcelada en Fresnes. Sus profundas convicciones sin embargo se fortalecieron en lugar de debilitarse, y las mantuvo tanto en su decidido compromiso contra la guerra de Argelia, a favor de la lucha de las mujeres o en favor de la libertad de prensa.
Fue una de las personalidades más destacadas en el terreno de la prensa política en Francia. Junto a Jean-Jacques Servan-Schreiber, funda en 1953 el semanario L'Express, también colaboró en France Dimanche y Le Nouvel Observateur, y fue directora de la revista Elle.
Como político, fue Secretaria de Estado para la Condición de la Mujer en el Gobierno de Jacques Chirac (1974 y de Cultura en el de Raymond Barre entre 1976 y 1977.
Perteneció al comité de padrinazgo de la Coordinación francesa por el Decenio de la cultura de paz y de no violencia. Murió, por un ataque al corazón, en el Hospital Americano de Neuilly-sur-Seine a los 86 años de edad.

## Obra

### Literarias
- El todo París ("Le Tout-Paris")
- Nuevos retratos ("Nouveaux portraits")
- La nueva ola, retratos de la juventud ("La Nouvelle Vague, portraits de la jeunesse")
- Si miento ("Si je mens")
- Un puñado de agua ("Une Poignée d'eau")
- La comedia del poder ("La Comédie du Pouvoir")
- Lo que creo ("Ce que je crois")
- Una mujer honorable ("Une Femme honorable")
- El buen placer ("Le Bon Plaisir")
- Dior
- Mi muy querido amor ("Mon très cher amour")
- Alma Mahler, o el arte de ser amada ("Alma Mahler, ou l'art d'être aimée")
- No se puede ser feliz siempre ("On ne peut pas être heureux tout le temps")
- 2003 - Las manchas del leopardo ("Les taches du léopard")
- 2004 - Lou, historia de una mujer libre ("Lou, histoire d'une femme libre")

### Letras de canciones
- 1944 - Le Petit Chaperon Rouge, de Lisette Jambel con música de Louis Gasté
- 1944 - Il avait le charme slave, cantada por Andrex con música de Georges van Parys.

También compuso canciones para Danielle Darrieux y Tino Rossi.

### Cine
- 1932. Fanny de Marc Allégret: script-girl
- 1937. La gran ilusión ("La Grande Illusion") de Jean Renoir: script-girl
- 1942. Promesse à l'inconnue: guionista
- 1943. Le Secret de Madame Clapain: guionista
- 1945:
  - L'Ange qu'on m'a donné: guionista
  - Marie la Misère: guionista
- 1946. Au petit bonheur: guionista
- 1947: 
  - Fantômas (1946) de Jean Sacha: guionista
  - Antoine et Antoinette de Jacques Becker: guionista
- 1949: 
  - Ce siècle a cinquante ans: guionista
  - Dernier Amour: guionista
- 1950. La Belle que voilà: guionista
- 1951. Les Petites Cardinal: guionista
- 1952: 
  - L'Amour, Madame: guionista
  - Une fille sur la route: guionista
- 1953. Julieta ("Julietta"): guionista
- 1959. La ley ("La Legge"): guionista
- 1985. Le 4ème pouvoir : guionista
- 1991. Marie Curie, una mujer honorable ("Marie Curie, une femme honorable") (miniserie TV): guionista